# Sūteh Deh
Sūteh Deh (persiska: سوته ده) är en ort i Iran.   Den ligger i provinsen Golestan, i den norra delen av landet, 260 km nordost om huvudstaden Teheran. Sūteh Deh ligger 17 meter över havet och antalet invånare är 471.
Terrängen runt Sūteh Deh är varierad.Runt Sūteh Deh är det ganska tätbefolkat, med 160 invånare per kvadratkilometer. Närmaste större samhälle är Bandar-e Gaz, 7,4 km väster om Sūteh Deh. Trakten runt Sūteh Deh består till största delen av jordbruksmark.